# Vochysia pinkusii
Vochysia pinkusii är en tvåhjärtbladig växtart som beskrevs av Albert Charles Smith. Vochysia pinkusii ingår i släktet Vochysia och familjen Vochysiaceae. Inga underarter finns listade i Catalogue of Life.